# جون بروسيوس
جون بروسيوس (بالإنجليزية: John Brosius)‏ هو راكب الكنو أمريكي، ولد في 27 فبراير 1940.

## وصلات خارجية
- جون بروسيوس على موقع أوليمبيديا (الإنجليزية)